# Rendlesham
Rendlesham is een civil parish in het Engelse graafschap Suffolk.